# Paraliparis avellaneus
Paraliparis avellaneus és una espècie de peix pertanyent a la família dels lipàrids. Mesura 13,2 cm de llargària màxima i tenen seixanta-cinc vèrtebres. Es troba a l'Índic oriental: Austràlia Meridional. És un peix marí i batidemersal que viu entre 1.090 i 1.160 m de fondària al talús continental. És bentònic. És inofensiu per als humans.